# Štemberk (Frýdlantská pahorkatina)
Štemberk je vrchol s nadmořskou výškou 340 metrů, ležící ve Frýdlantské pahorkatině na severu České republiky, v Libereckém kraji. Jeho vrchol je tvořen olivinickým nefelinitem, který po vnější straně ohraničuje pásmo kamenitého až hlinito-kamenitého sedimentu. Na východní a jihovýchodní straně se nachází granitová oblast. Naopak při západní straně se vyskytují území tvořené jíly. Při vrcholu je instalovaná základnová stanice (BTS) společnosti T-Mobile.
Po východním úbočí je vedena silnice I/13, ze severní strany pak silnice III/0352. Na křižovatce těchto dvou komunikací se nachází autobusová zastávka pojmenovaná „Habartice, rozcestí Černousy“.